# Marie-Anne d'Autriche (1683-1754)
Pour les articles homonymes, voir Marie-Anne d'Autriche et Marie-Anne de Portugal.
Marie-Anne d'Autriche, née le 7 septembre 1683 à Linz et morte le 14 août 1754 au palais de Belém à Lisbonne, est une archiduchesse d'Autriche devenue reine de Portugal par son mariage avec Jean V de Portugal. Elle est également régente du royaume de 1742 à 1750.

## Biographie

### Famille
Fille de Léopold Ier du Saint-Empire et d'Éléonore de Neubourg, Maria Anna Josepha Antonia Regina  est la onzième enfant de l'empereur. Deux de ses frères, Joseph et Charles, ceindront eux-mêmes la couronne impériale, tandis que sa nièce, Marie-Thérèse, devient la première femme à gouverner les États de la maison de Habsbourg.

### Reine et régente de Portugal
Le 27 octobre 1708, Marie-Anne épouse le roi Jean V de Portugal (1689-1750), dit le Magnanime, pour forger une alliance dirigée contre les royaumes de France et d'Espagne dans le cadre de la guerre de Succession d'Espagne. Elle donne six enfants à son époux, parmi lesquels deux montent sur le trône, Joseph Ier et Pierre III.
La reine Marie-Anne engage une réforme des coutumes curiales portugaises, accroissant la séparation entre les hommes et les femmes, de même qu'entre maîtres et serviteurs. À l'image de son mari, la reine affiche un goût exubérant, qui se manifeste particulièrement à travers les festivités qu'elle donne à la cour.
En 1742, après que son mari ait subi une attaque qui le laisse partiellement paralysé, Marie-Anne devient régente du royaume. Elle conserve ces fonctions jusqu'à la mort du roi, le 31 juillet 1750, date à laquelle son fils aîné, Joseph Ier, hérite du trône.
Elle meurt au palais de Belém le 14 août 1754. Elle est inhumée à Lisbonne, mais son cœur est transféré à Vienne, dans la crypte des Capucins.

## Descendance
De son mariage en 1708 avec le roi Jean V de Portugal naissent :
- Marie-Barbara de Portugal (1711-1758), mariée en 1729 au roi Ferdinand VI d'Espagne ;
- Pierre de Portugal (19 octobre 1712 – 29 octobre 1714), prince du Brésil, mort en bas âge.
- Joseph Ier de Portugal (1714-1777), qui épouse en 1729 Marie-Anne-Victoire d'Espagne ;
- Charles de Portugal (1716-1736), duc de Beira ;
- Pierre III de Portugal (1717-1786), qui épouse en 1760 sa nièce la reine Marie Ire de Portugal ;
- Alexandre de Portugal (1723-1728).

## Source
- Généalogie des rois et des princes de Jean-Charles Volkmann Edit. Jean-Paul Gisserot (1998)